# ザ・ウェイ・アップ
『ザ・ウェイ・アップ』（The Way Up）は、パット・メセニー・グループが2005年にノンサッチ・レコードから発表したアルバム。
ノンサッチ・レコード移籍第一弾のアルバム。2006年度グラミー賞ベスト･コンテンポラリー・ジャズ・アルバム賞受賞。
初回発売時にはジャケットが計3種類が用意されていた。楽曲は総演奏時間68分を越す大作であり、日本国内向け発売盤ではパート3の部分に更に4分間がボーナスとして追加されている。便宜上4パートに分かれているが、メセニーは組曲ではなく、CD1枚分でもって一つの楽曲であると捉えている。1曲で作品を完成させるという構想はデビュー当初から考えていたという。

## トラック・リスト
| 全作曲: パット・メセニーとライル・メイズ。 |                                          |      |                                  |       |
| #                                          | タイトル                                 | 作詞 | 作曲・編曲                       | 時間  |
| 1.                                         | 「オープニング - "The Way Up: Opening"」 |      | パット・メセニーとライル・メイズ | 5:17  |
| 2.                                         | 「パート 1 - "The Way Up: Part One"」    |      | パット・メセニーとライル・メイズ | 26:27 |
| 3.                                         | 「パート 2 - "The Way Up: Part Two"」    |      | パット・メセニーとライル・メイズ | 20:29 |
| 4.                                         | 「パート 3 - "The Way Up: Part Three"」  |      | パット・メセニーとライル・メイズ | 15:54 |

## 参加ミュージシャン
- パット・メセニー (Pat Metheny) - アコースティック・ギター、エレクトリック・ギター、ギターシンセサイザー、スライドギター、トイ・ギター
- ライル・メイズ (Lyle Mays) - ピアノ、キーボード、トイ・シロフォン
- スティーヴ・ロドビー (Steve Rodby) - ベース・ギター、チェロ、ヴァイオリン
- クオン・ヴー (Cuong Vu) - トランペット、ボーカル、トイ・ホイッスル
- グレゴア・マレ (Grégoire Maret) - ハーモニカ
- アントニオ・サンチェス (Antonio Sánchez) - ドラムス、トイ・シロフォン
- リチャード・ボナ (Richard Bona) - パーカッション、ボーカル、トイ・ギター
- デイヴ・サミュエルズ (Dave Samuels) - パーカッション

## 賞
グラミー賞
| 年   | 受賞者                     | カテゴリー                                          |
| ---- | -------------------------- | --------------------------------------------------- |
| 2006 | パット・メセニー・グループ | グラミー賞ベスト･コンテンポラリー・ジャズ・アルバム |